# Langelandsfort

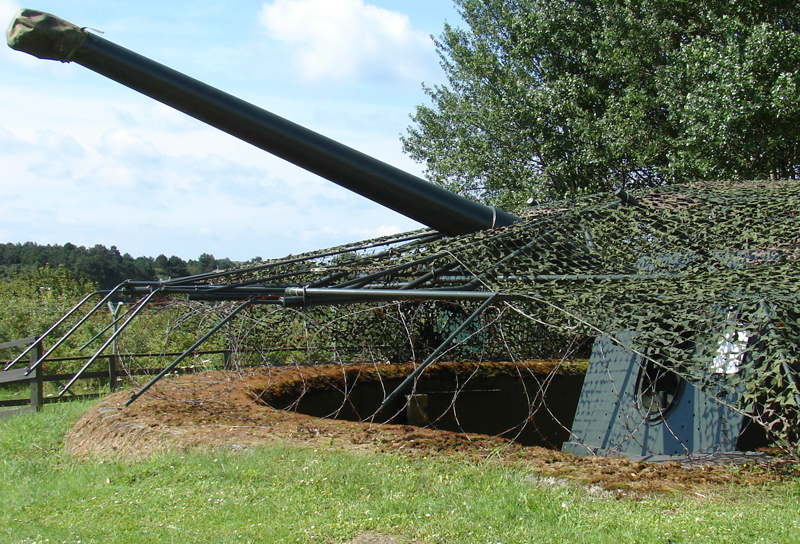
Geschützstellung im Fort

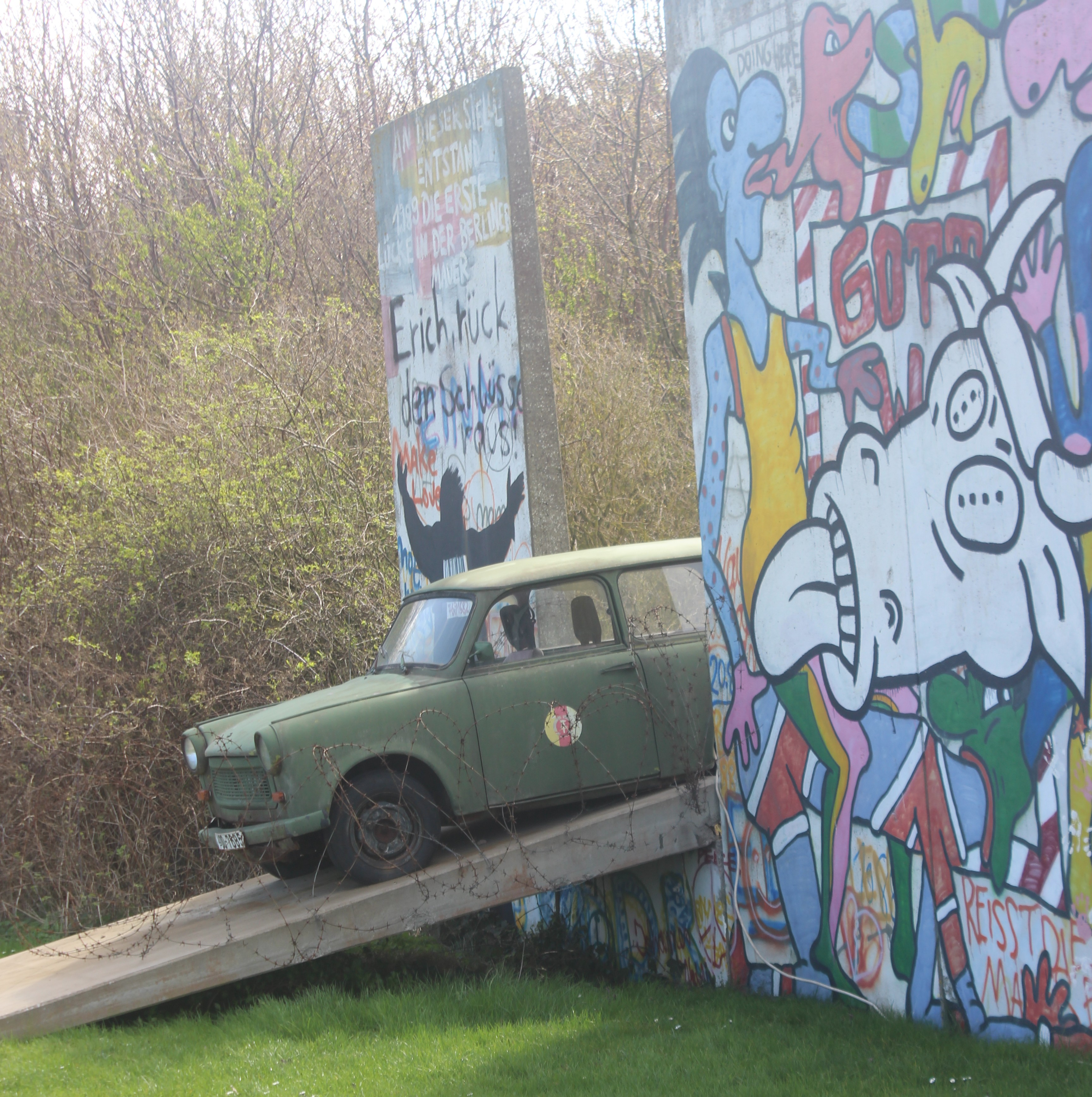
Auf dem Außengelände des Museums Langelandsfort: Ein Trabant mit Kfz-Kennzeichen der Volkspolizei durchbricht die Berliner Mauer.

Das Langelandsfort war eine dänische Küstenfestung. Sie wurde 1953 an der Südspitze der Insel Langeland im Gebiet der Gemeinde Bagenkop erbaut.

## Geschichte
Langelandsfort war eine bis 1993 besetzte Festung der dänischen Marine und ist heute ein Museum. Von hier überwachte die dänische Marine während des Kalten Krieges die Aktivitäten des Warschauer Pakts im westlichen Teil der Ostsee. Es diente dazu, die Passage von Kriegsschiffen durch den Langelangsbelt zu überwachen und im Kriegsfall zu verhindern.
Die Bewaffnung bestand aus vier 150-mm-Geschützen. Die Rohre dieser Geschütze stammten aus aufgelösten Geschützstellungen des deutschen Atlantikwalls. Zum Schutz gab es zwölf Bunker.
Langelandsfort war von 1961 bis 1986 das Hauptquartier des Langelands Marinedistrikt (LAM).
Bis zu 400 Marinesoldaten waren in der Holmegård-Kaserne bei der Festung stationiert. In den 1960er-Jahren wurde der Personalbestand reduziert, da die Festung nach dem Ausbau der westdeutschen Bundesmarine an Bedeutung verlor.
Eine vergleichbare Aufgabe hatte das Stevnsfort.

## Museum
Heute ist Langelandsfort ein Museum mit der Aufgabe, die Geschichte des Kalten Krieges zu erklären. Zahlreiche Objekte wie eines der letzten U-Boote der dänischen Marine, die 1964 gebaute und bis 1989 eingesetzte Springeren, eine MiG-23 oder ein Stück der Berliner Mauer sind ausgestellt. Eine der ehemaligen Geschützstellungen ist für die Besucher zu besichtigen.
Im Falle eines Krieges hätte das dänische Staatsfernsehen Danmarks Radio aus einem noch vollständig eingerichteten Bunker gesendet. In einem Notkrankenhaus ist die Geschichte des dänischen Zivilschutzes dargestellt.
In einer Abteilung, die der Geschichte der DDR gewidmet ist, sind die Schicksale der Sportler im Bezug auf Doping beschrieben. Ferner ist ein Exemplar des Blücher-Ordens – der nicht vergebenen Kriegsauszeichnung der DDR – ausgestellt.